# Helina obtusipennis
Helina obtusipennis este o specie de muște din genul Helina, familia Muscidae. A fost descrisă pentru prima dată de Fallen în anul 1823. Conform Catalogue of Life specia Helina obtusipennis nu are subspecii cunoscute.